# 佩德羅·巴拉莫
《佩德罗·巴拉莫》是墨西哥作家胡安·鲁尔福的一篇中篇小说，在1955年出版。这本书对魔幻现实主义的发展起到了重要影响。加布里埃尔·加西亚·马尔克斯说，自从卡夫卡的《变形记》以来，还没有哪本书能给他这么大的触动。豪尔赫·路易斯·博尔赫斯也将它称作文学史上最好的小说之一。
《佩德罗·巴拉莫》出版后，一度乏人问津，有人认为它“写得很好”，也有人认为它是“一堆垃圾”，鲁尔福平静地面对这一切，写完了小说，还是安心地做他的汽车轮胎推销员。几年后，《佩德罗·巴拉莫》声名鹊起，奠定了鲁尔福在拉美文学中的地位，他却从此不再写任何小说。